# Palaeosinopa

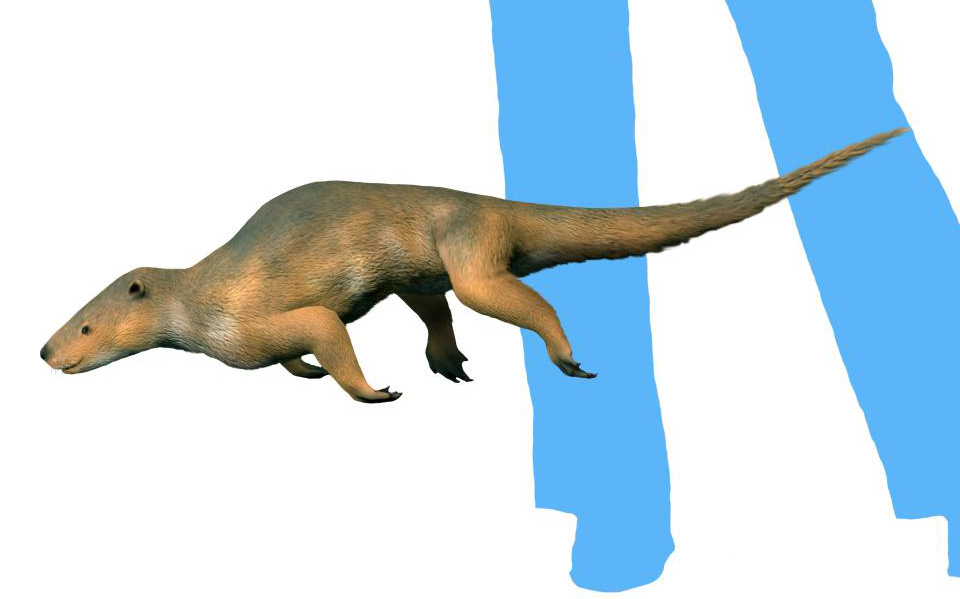
Реставрація

Palaeosinopa — вимерлий рід напівводних неплацентарних евтерієвих ссавців родини Pantolestidae.